# استئوما کوتیس
استئوما کوتیس (انگلیسی: Osteoma cutis) نوعی وضعیت جلدی است که ویژگی‌اش، وجودِ قطعاتِ استخوانی در درون پوست، بدون وجود هیچ‌گونه بیماری زمینه‌ای قبلی است.